# De Bunker

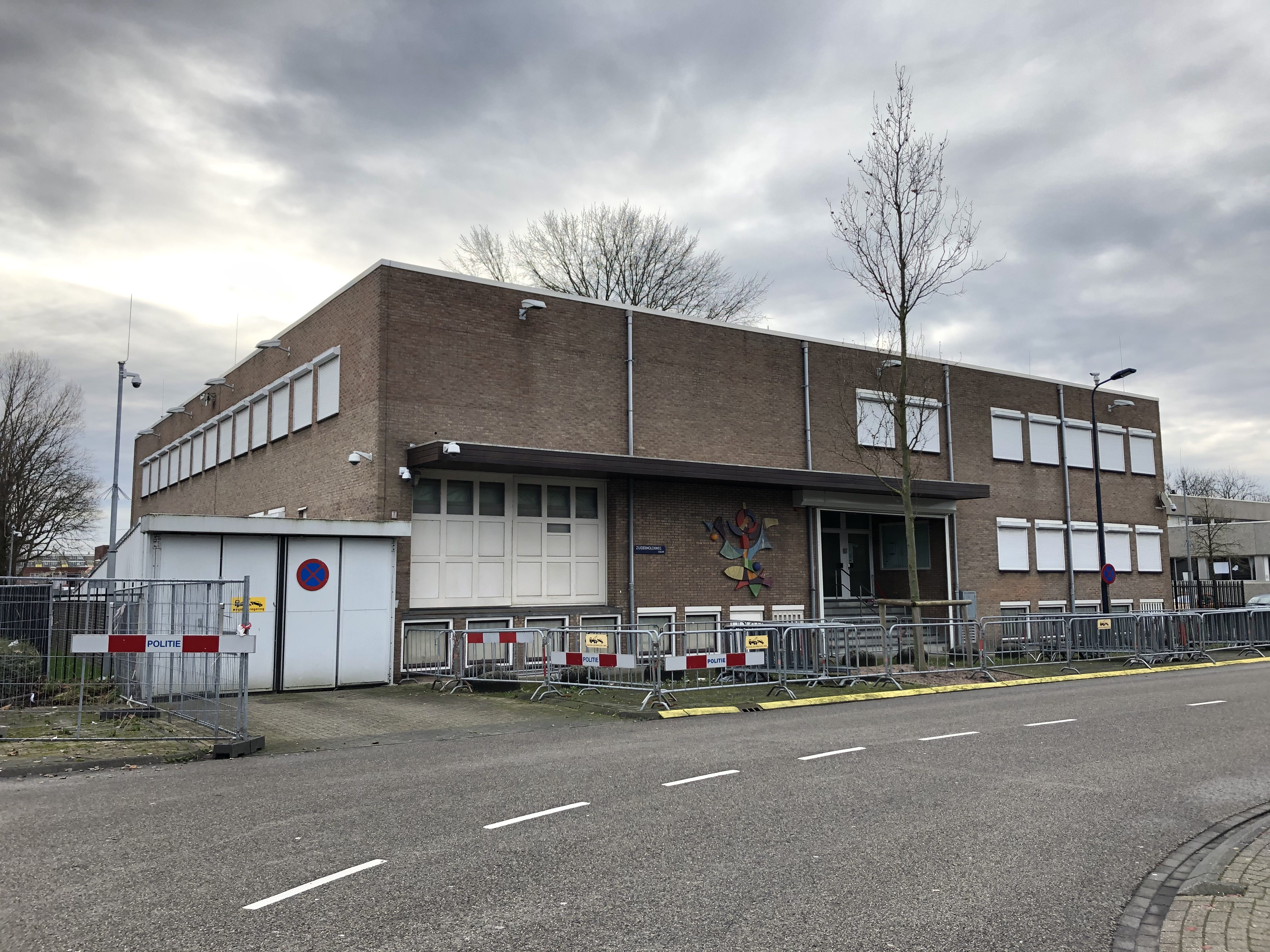
Hochsicherheitsgerichtsgebäude De Bunker in Amsterdam

De Bunker ist ein Hochsicherheits-Gerichtsgebäude in Amsterdamer Stadtteil Nieuw-West (zuvor Stadtteil Osdorp). In diesem ehemaligen Bürogebäude finden seit 1997 regelmäßig Verhandlungen von wichtigen Fällen statt, wie z. B. der Prozess gegen die Hofstadgruppe, Mohammed Bouyeri, Willem Endstra, die Hells Angels, Willem Holleeder sowie der Marengo-Prozess. Auch der große Liquidationsprozess, unter dem Namen Passage, fand 2012 in diesem Gericht statt. Das Gebäude ist Teil des Bezirksgerichts Amsterdam.
Im Jahr 2014 wurde das Gebäude als Kapitalanlage verkauft. Das Gebäude wurde zwischen April und August 2008 grundlegend renoviert.

## Explosion
In der Nacht vom 1. auf den 2. April 2007 wurde das Gebäude durch Explosionen beschädigt. Am folgenden Tag sollte der Prozess gegen Willem Holleeder in dem Gebäude beginnen, dieser wurde aber in das Gericht am Parnassusweg in Amsterdam-Zuid verlegt, nachdem am 2. April eine nicht explodierte Panzerabwehrgranate gefunden worden war.